# Kotlina Tullneńska

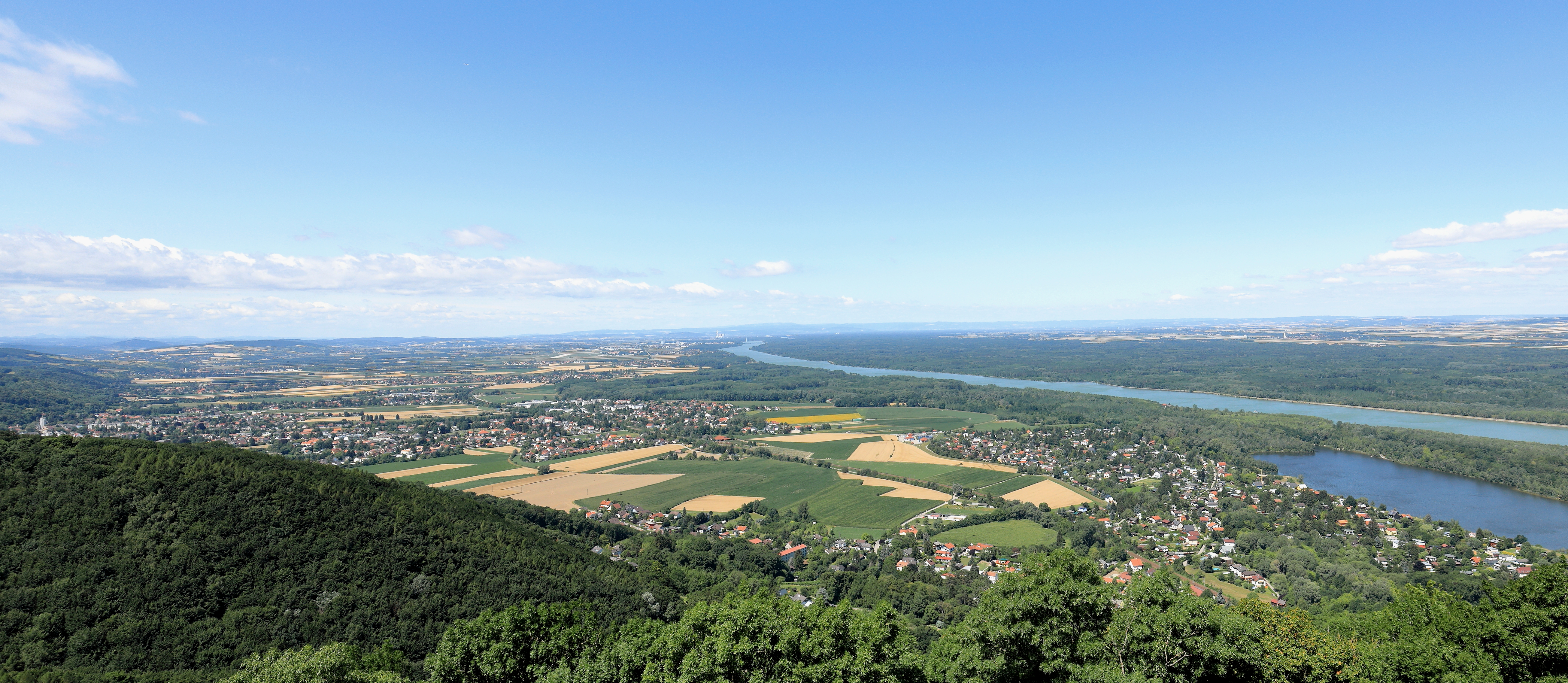
Kotlina Tullneńska

Kotlina Tullneńska (551.*) – jednostka geograficzna w Dolnej Austrii.
Kotlina Tullneńska stanowi pierwszą, najmniejszą i najdalej wysuniętą na zachód kotlinę w biegu Dunaju - kolejne to Kotlina Wiedeńska i Kotlina Panońska. Podobnie jak one, Kotlina Tullneńska jest pochodzenia tektonicznego – stanowi zapadlisko między zachodnim krańcem Karpat a północno-wschodnim krańcem Alp. W trzeciorzędzie w zapadlisku tym istniała zatoka morza wypełniającego wówczas Kotlinę Panońską. Pod koniec trzeciorzędu zapadlisko zostało całkowicie wypełnione osadami nanoszonymi przez Dunaj z gór Masywu Czeskiego i Alp.
Kotlina Tullneńska rozciąga się wzdłuż Dunaju, płynącego tutaj z zachodu na wschód, od jego wylotu z przełomowego odcinka Wachau z miastem Krems an der Donau do kolejnego przełomu – Bramy Wiedeńskiej, prowadzącego do Kotliny Wiedeńskiej. Długość Kotliny wynosi około 48 km, szerokość - do 14 km. Od północy Kotlinę Tullneńską ogranicza krawędź Wagram, za którą rozciąga się Podkarpacie, a od południa – Las Wiedeński, należący do Alp Austriackich. Część Kotliny położona na południe od Dunaju jest w Austrii zwana Tullnerfeld. Największymi miastami Kotliny są Tulln an der Donau, Krems an der Donau i Stockerau. W obrębie kotliny uchodzą do Dunaju niewielkie dopływy: Traisen, Perschling, Große Tulln i Kleine Tulln z Alp, Schmida i Göllersbach z Karpat oraz Kamp z Masywu Czeskiego. Kotlina znajduje się na granicy klimatu oceanicznego i kontynentalnego.
Kotlina Tullneńska stanowi urodzajną równinę, osuszoną z mokradeł w wyniku regulacji biegu Dunaju. Prowadzi się tu intensywną produkcję rolną. W przemyśle dominuje produkcja energii elektrycznej - w Altenwörth i Greifenstein działają elektrownie wodne na Dunaju, w Dürnrohr, Theiß i Korneuburg – elektrownie cieplne. W Moosbierbaum istnieje wielka rafineria. Kotlina nie jest wykorzystywana jako korytarz komunikacyjny - główne linie kolejowe i drogi biegną dopiero jej północnym i południowym skrajem.